# Triglochinura
Triglochinura es un género de arácnido  del orden Opiliones de la familia Gonyleptidae.

## Especies
Las especies de este género son:
- Triglochinura ancilla
- Triglochinura apiaiensis
- Triglochinura curvispina
- Triglochinura indicta
- Triglochinura langei
- Triglochinura timida
- Triglochinura villosa